# Despedida (film)
 (septembre 2023).
Si vous disposez d'ouvrages ou d'articles de référence ou si vous connaissez des sites web de qualité traitant du thème abordé ici, merci de compléter l'article en donnant les références utiles à sa vérifiabilité et en les liant à la section « Notes et références ».
Pour plus de détails, voir Fiche technique et Distribution.
Despedida est un film brésilien réalisé par Luciana Mazeto et Vinícius Lopes et sorti en 2022 en France.

## Synopsis
Après le décès de sa grand-mère, qu'elle n'avait pas vue depuis longtemps, Ana, 11 ans, croit la voir dans la forêt et s'y aventure, découvrant un monde fantaisiste...

## Fiche technique
- Titre original : Despedida
- Réalisation : Luciana Mazeto et Vinícius Lopes
- Scénario : Luciana Mazeto et Vinícius Lopes
- Décors : Eder Ramos
- Costumes : Gabriela Guez
- Photographie : Lívia Pasqual
- Montage : Luciana Mazeto
- Producteur : Jaqueline Beltrame ; Leandro Engelke ; Eduardo Piotroski et Pátio Vazio
- Société de distribution : Wayna Pitch
- Pays :  Brésil
- Langue originale : portugais brésilien
- Format : couleur
- Genre : Fantaisie
- Durée : 90 minutes
- Dates de sortie :
  - France : 
    - 14 décembre 2022 (en salles)

## Acteurs principaux
- Anaís Grala Wegner : Ana
- Patricia Soso : Inès
- Ida Celina: Alma
- Sandra Dani : Agnès
- Clemente Viscaíno : Sem Rosto
- Andre Barros : Esquecido
- Marielly da Cruz : Madalena
- Sivlia Duarte : Jussara
- Frederico Machado : Lucas
- Kauã Brutschin Machado : Pedro